# ロマンチックウォリアー (競走馬)
ロマンチックウォリアー（欧字名:Romantic Warrior 香:浪漫勇士、2018年3月18日 - ）は、アイルランド生産・香港調教の競走馬。
2023/24年シーズン香港年度代表馬である。2024年に香港カップ3連覇を達成した際、ゴールデンシックスティの記録を抜いて獲得賞金世界最高となった。
主な勝ち鞍は2022年香港4歳二冠、2022年 - 2024年のクイーンエリザベス2世カップ3連覇、香港カップ3連覇、2023年のコックスプレート、2024年の香港ゴールドカップ、安田記念、2025年のジェベルハッタ。

## 競走馬時代

### デビュ―前
2018年3月18日、アイルランドのコーダフスタッドによって生産される。その後2019年、タタソールズ社10月1歳セール・ブック1に上場され、香港ジョッキークラブでヨーロッパの競走馬の購買を担当するマイケル・キネーンによって30万ギニーの価格で落札された。次いで2021年6月27日の香港インターナショナルセールに上場され、馬主のピーター・ラウ・パク・ファイによって同日で2番目に高い落札額となる480万香港ドルで購買される。そして、ピーター・ラウに対してこの購買を推薦した調教師ダニー・シャムのもとで本馬は手掛けられることとなった。

### 2021/22年シーズン
香港のインターナショナルセールグリフィン（ISG）としてハンデキャップ52を与えられたロマンチックウォリアーは、2021年10月20日、ハッピーバレー競馬場のハンデキャップ競走でデビュー。ジョアン・モレイラを鞍上に迎え、57.0キログラムの斤量を負って優勝し、初勝利を収めた。その後も、それぞれ60.5キログラム、55.5キログラム、59.0キログラムの斤量を負って3連勝し、2022年1月16日までにハンデ戦の4戦4勝を達成。ハンデキャップは85まで上昇し、本馬はその過程でISGボーナスを獲得した。
続いてエントリーした「香港4歳三冠シリーズ」の初戦となる2022年1月30日施行の香港クラシックマイル（芝1600メートル）では、これまでロマンチックウォリアーの4連勝の手綱を取ったモレイラが別の有力馬マスターディライトに騎乗することになったため、代わって本馬の鞍上にはカリス・ティータンが内定した。3番人気の支持を受けた競走では、1番人気のパッキングヴィクトリーを目標とするかたちで道中6番手辺りを進み、最後の直線では逃げ粘った2番人気のカリフォルニアスパングルを1/2馬身差し切って優勝。デビューから無敗の5連勝で一冠を制した
三冠の第2戦となる2月27日施行の香港クラシックカップ（芝1800メートル）では、単勝1.9倍の1番人気カリフォルニアスパングルに次いで3.6倍の2番人気という支持を受けた。競走では中団に控えて追走するも、迎えた直線では伸びを欠き、逃げ切ったカリフォルニアスパングルの4着に敗れた。これによって、本馬は初めての敗北を喫した。
3月20日、三冠の最終戦となる香港ダービー（芝2000メートル）に出走。カリフォルニアスパングルが単勝2.4倍で1番人気、本馬が3.7倍で2番人気となった。競走では、カリフォルニアスパングルが逃げて本馬が中団に構える展開となった。直線でもカリフォルニアスパングルが粘ったが、最後は外から追い上げたロマンチックウォリアーがアタマ差で同馬を競り落として優勝した。本馬はクラシックカップ4着から巻き返してダービーを制し、4歳三冠競走のうち2競走を勝利する結果となった。シャム調教師およびティータン騎手はともにこれが香港ダービー初勝利で、北半球産馬による勝利はデザインズオンローム以来。また、香港インターナショナルセール出身馬の同競走勝利も史上初であった。
4歳二冠を達成したロマンチックウォリアーは、4月25日施行のクイーンエリザベス2世カップ（G1、芝2000メートル）で重賞初挑戦することになった。オッズは、本馬が単勝1.8倍の1番人気、これに対して同年2月の香港ゴールドカップでゴールデンシックスティを下したロシアンエンペラーが2.9倍で2番人気となった。なお、香港における新型コロナウイルス感染拡大の第5波の影響で、この開催は日本調教馬を招待することなく地元馬のみによって行われることとなった。競走では、好発を決めると徐々に位置取りを下げて中団に待機。残り200メートル頃になると外側から先団を交わし、最後はトゥールビヨンダイヤモンドに2馬身差を付けて優勝した。香港ダービーとクイーンエリザベス2世カップの連勝は、 2005年のヴェンジェンスオブレイン、2011年のアンビシャスドラゴン、2014年のデザインズオンローム、2016年のワーザーに続く史上5例目のことであった。また、勝ち時計の2分0秒13は、2021/22年シーズンでのシャティン競馬場芝2000メートルにおける最速タイムである。
7月15日に発表された2021/22年シーズンの香港年間表彰では、主要部門のなかで最優秀中距離馬および最優秀4歳馬を受賞した。また、本馬のハンデキャップは、このシーズン内の半年間のみで70上昇し、122を記録。これによって本馬はシーズンの最高出世馬にも選出された。このハンデキャップは、同シーズンではゴールデンシックスティ（131）、ワイクク（123）、ウェリントン（123）に続く4位タイの評価であった。

### 2022/23年シーズン
2022/23年シーズンのロマンチックウォリアーは、当初10月16日施行のマイル戦シャティントロフィー（G2、芝1600メートル）で復帰する予定であったが、軽度の怪我でこれを回避した。主戦騎手のティータンが病気療養中のため、鞍上には新たにジェームズ・マクドナルドとのコンビとなり、改めて今季初戦として11月20日施行のジョッキークラブカップ（G2、芝2000メートル）へと向かう運びとなった。ジョッキークラブカップでは、本馬とロシアンエンペラーの2頭が他馬より5ポンド重い斤量で出走、オッズは本馬が2.2倍で1番人気となった。競走では、やや馬群が縦に広がったなかで4番手を追走。直線の残り200メートルで先頭に立ち、内から追い上げたトゥールビヨンダイヤモンドを1馬身1/4差退けて優勝した。勝ち時計の1分59秒23は、非香港調教馬を除いたシャティン競馬場芝2000メートルにおける最速タイムであった。その後、続く12月11日の香港カップ（G1）もマクドナルドとのコンビで、2着のダノンザキッドを4馬身1/2差を付けて快勝した。2022年のロンジンワールドベストレースホースランキングはレーティング124で世界8位タイ、芝の距離カテゴリー「I（1900m～2100m）」ではバーイードに次ぐ2位の評価であった。

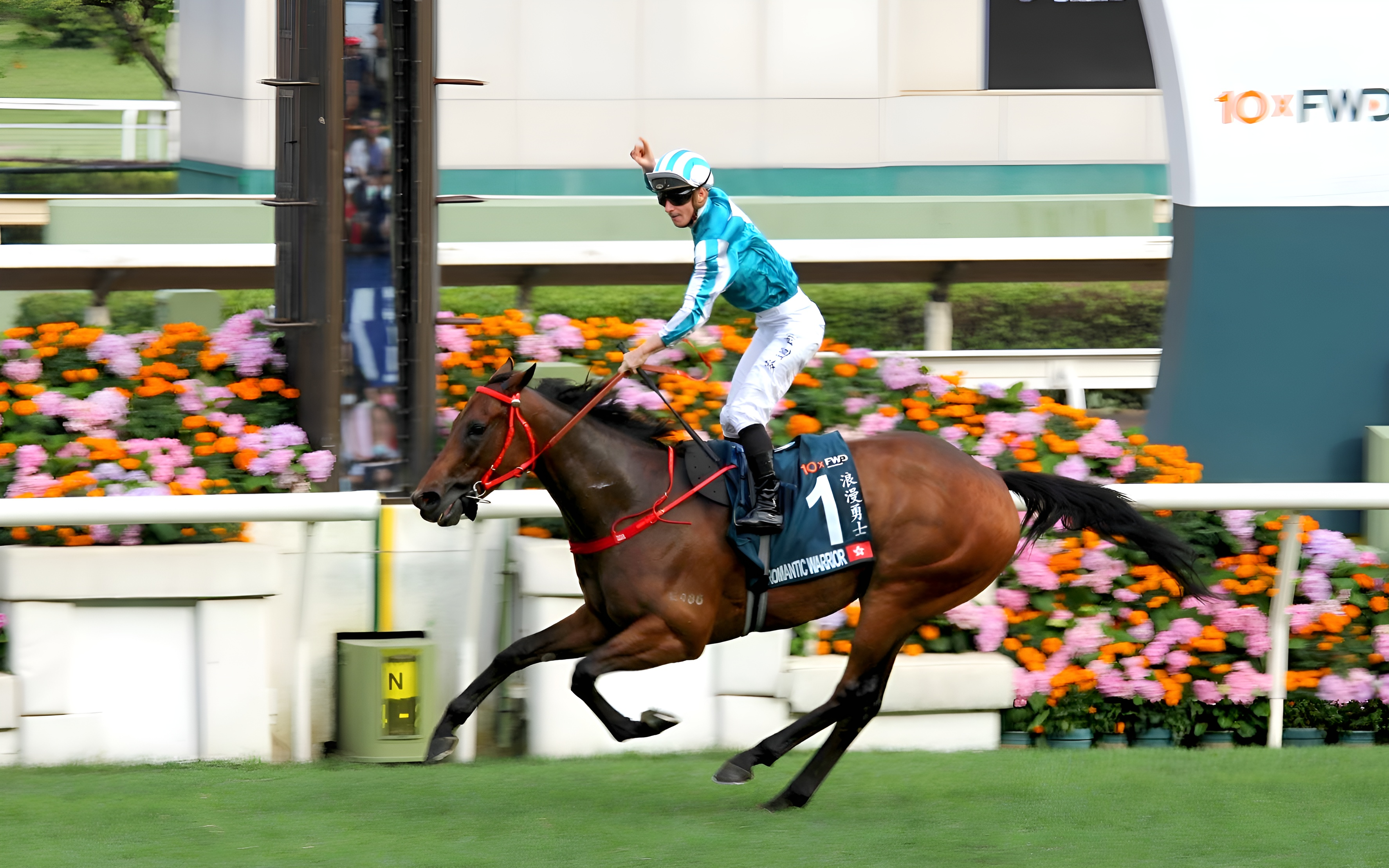
2023年クイーンエリザベス2世カップ出走時，鞍上はジェームズ・マクドナルド騎手

2023年になり、香港ゴールドカップ1月29日のスチュワーズカップ（G1）は再びティータンとのコンビに戻り、ゴールデンシックスティとの対決となったが、1馬身差の2着に敗れる。続く香港ゴールドカップ（G1）でもゴールデンシックスティに頭差で2着となり連敗。4月30日のクイーンエリザベス2世カップではマクドナルドとのコンビが復活し、プログノーシスを2馬身差押さえての勝利でエイシンプレストン以来の連覇となった。シーズン最終戦は5月28日のチャンピオンズ&チャターカップ（G1・芝2400メートル）でザカリー・パートンとのコンビを組んだが、直線で逃げ切る寸前にロシアンエンペラーの強襲に敗れて首差の2着となった。これにより2シーズン連続で香港・最優秀中距離馬を受賞した。

### 2023/24年シーズン
2023/24年シーズンは、オーストラリア遠征でマクドナルドとのコンビが復活、10月7日は初の左回り挑戦となったフレミントン競馬場のターンブルステークス（G1・芝2000メートル）で4着と敗れた。しかし、3週間後のムーニーバレー競馬場のコックスプレート（G1・芝2040メートル）で接戦を好タイムで制し、2005年オーストラリアステークスを制したケープオブグッドホープ以来、香港調教馬として2頭目のオーストラリアG1競走の制覇となった。帰国後は12月10日の香港カップを連覇し、2023年のロンジンワールドベストレースホースランキングはレーティング123で世界15位タイに付けた。
2024年も快進撃は続き、2月25日の香港ゴールドカップでは最後の直線でヴォイッジバブルとの一騎打ちを制して昨年の雪辱を果たし、史上3頭目となる香港で行われる芝2000メートルのG1競走完全制覇を果たした。この時点で管理するチャップシン・シャム調教師は6月2日の安田記念（G1）への遠征を視野に入れる事を明言した。続く4月28日のクイーンエリザベス2世カップは再びプログノーシスを首差押さえてG1競走4連勝、史上初の同一競走3連覇を達成した。5月10日、予備登録をしていた安田記念にヴォイッジバブルとともに参戦する事が決定。6月2日、東京競馬場で行われた安田記念では直線で抜け出してナミュール以下を退け、1分32秒3(1/2馬身差)で勝利。5連勝G1競走で8勝目を挙げるとともに、安田記念では2006年のブリッシュラック以来、18年ぶりの海外調教馬の安田記念優勝となった。なお、レース後の関係者のコメントで予備登録している宝塚記念への出走は見送る方向である事を明言したうえで、その後正式に出走を回避した。7月12日に行われたシーズン各種表彰ではGI5連勝の活躍が評価され、香港馬王(香港年度代表馬)に選出された(同時に最優秀中距離馬、ファン投票による最高人気馬にも選出)。

### 2024/25年シーズン
11月17日のジョッキークラブカップで始動。レースでは2着に4馬身差をつけて圧勝した。次走の香港カップでは、日本から三冠牝馬リバティアイランドやダービー馬タスティエーラも出走した。しかし、レースでは残り200mでタスティエーラを交わして先頭に躍り出ると、リバティアイランドの追撃も難なく振り切って優勝した。これにより、同レース史上初となる3連覇を達成した。
陣営は香港カップの前から、ダートで行われるサウジカップとドバイワールドカップへの挑戦を表明しており、当初はアルマクトゥームチャレンジ（ダート1900メートル）をドバイでの初戦として検討されたが、陣営は芝での始動を選択し、1月25日に前哨戦としてメイダン競馬場のジェベルハッタ（G1・芝1800メートル）に出走。レースでは、前年覇者メジャードタイムの逃げを最後の直線で捕らえるとそのまま突き抜け、2着に4馬身半差をつけて圧勝した。走破タイム(1:45:10)は前年12月に記録されたレコードタイムを0.01秒更新するコースレコードだった。また、香港馬として初の同レース制覇となったとともに、香港・オーストラリア・日本に続いて4ヶ国目のG1制覇となった。
陣営はその後、予定通りサウジカップへ出走を表明したが、ドバイ遠征に関してはサウジカップの成績に関わらず、当初に明言していたドバイワールドカップではなく同日のドバイターフへの出走を示唆する発言を行っている。
初のダート挑戦となった2月22日のサウジカップは最後の直線入口で一度は先頭に立ったものの、ゴール前で末脚を見せたフォーエバーヤングに差し切られて首差で2着となった。しかし3着のウシュバテソーロには10馬身1/2差を付けていた。
続けて出走した4月5日のドバイターフでは好スタートから道中1、2番手で走行し直線で他馬を突き放しにかかるも、ゴール直前で末脚を見せたソウルラッシュとほぼ同時に入線。写真判定の結果2着となった。

## 競走成績
以下の内容は、香港ジョッキークラブ、JRA-VAN ver.World、による。
| 出走日     | 競馬場         | 競走名                   | 格 | 頭数 | オッズ（人気） | 着順 | 騎手           | 斤量 | 距離（馬場）  | タイム   | 着差     | 1着（2着）馬           |
| ---------- | -------------- | ------------------------ | -- | ---- | -------------- | ---- | -------------- | ---- | ------------- | -------- | -------- | ---------------------- |
| 2021.10.20 | ハッピーバレー | ハンデ戦                 | C4 | 12   | 3.7（2人）     | 01着 | J.モレイラ     | 57.0 | 芝1200m（良） | 1:09.48  | -0.23    | （A Smile Like Yours） |
| 0000.11.24 | ハッピーバレー | ハンデ戦                 | C4 | 11   | 1.4（1人）     | 01着 | J.モレイラ     | 60.5 | 芝1200m（良） | 1:09.41  | -0.15    | （Melbourne Hall）     |
| 0000.12.18 | 沙田           | ハンデ戦                 | C3 | 12   | 2.4（1人）     | 01着 | J.モレイラ     | 55.5 | 芝1200m（良） | 1:09.00  | -0.26    | （Armour Eagle）       |
| 2022.01.16 | 沙田           | ハンデ戦                 | C3 | 13   | 1.9（1人）     | 01着 | J.モレイラ     | 59.0 | 芝1400m（良） | 1:21.39  | -0.22    | （Lucky With You）     |
| 0000.01.30 | 沙田           | 香港クラシックマイル     | L  | 14   | 4.9（3人）     | 01着 | K.ティータン   | 57.0 | 芝1600m（良） | 1:33.80  | -0.09    | （California Spangle） |
| 0000.02.27 | 沙田           | 香港クラシックカップ     | L  | 14   | 3.6（2人）     | 04着 | K.ティータン   | 57.0 | 芝1800m（良） | 1:47.38  | -0.40    | California Spangle     |
| 0000.03.20 | 沙田           | 香港ダービー             | L  | 14   | 3.7（2人）     | 01着 | K.ティータン   | 57.0 | 芝2000m（良） | 2:00.23  | -0.04    | （California Spangle） |
| 0000.04.24 | 沙田           | QE2世C                   | G1 | 10   | 1.8（1人）     | 01着 | K.ティータン   | 57.0 | 芝2000m（良） | 2:00.13  | -0.32    | （Tourbillon Diamond） |
| 0000.11.20 | 沙田           | ジョッキークラブC        | G2 | 9    | 2.2（1人）     | 01着 | J.マクドナルド | 58.0 | 芝2000m（良） | 1:59.23  | -0.21    | （Tourbillon Diamond） |
| 0000.12.11 | 沙田           | 香港カップ               | G1 | 12   | 1.8（1人）     | 01着 | J.マクドナルド | 57.0 | 芝2000m（良） | 1:59.70  | -0.74    | （Danon The Kid）      |
| 2023.01.29 | 沙田           | 香港スチュワーズC        | G1 | 7    | 2.0（1人）     | 02着 | K.ティータン   | 57.0 | 芝1600m（良） | 1:34.15  | -0.16    | Golden Sixty           |
| 0000.02.26 | 沙田           | 香港ゴールドC            | G1 | 7    | 1.5（1人）     | 02着 | K.ティータン   | 57.0 | 芝2000m（良） | 2:00.02  | -0.04    | Golden Sixty           |
| 0000.04.30 | 沙田           | QE2世C                   | G1 | 7    | 1.6（1人）     | 01着 | J.マクドナルド | 57.0 | 芝2000m（良） | 2:01.92  | -0.31    | （Prognosis）          |
| 0000.05.28 | 沙田           | チャンピオンズ&チャターC | G1 | 9    | 1.2（1人）     | 02着 | Z.パートン     | 57.0 | 芝2400m（良） | 2:26.92  | -0.05    | Russian Emperor        |
| 0000.10.07 | フレミントン   | ターンブルS              | G1 | 16   | 2.45（1人）    | 04着 | J.マクドナルド | 59.0 | 芝2000m（稍） | 2:02.24  | -0.62    | Gold Trip              |
| 0000.10.28 | ムーニーバレー | コックスプレート         | G1 | 12   | 3.6（1人）     | 01着 | J.マクドナルド | 59.0 | 芝2040m（良） | 2:03.16  | 短アタマ | （Mr Brightside）      |
| 0000.12.10 | 沙田           | 香港カップ               | G1 | 11   | 2.3（1人）     | 01着 | J.マクドナルド | 57.0 | 芝2000m（良） | 2:02.00  | -0.03    | （Luxembourg）         |
| 2024.02.25 | 沙田           | 香港ゴールドC            | G1 | 11   | 1.6（1人）     | 01着 | J.マクドナルド | 57.0 | 芝2000m（良） | 2:00.31  | -0.05    | （Voyage Bubble）      |
| 0000.04.28 | 沙田           | QE2世C                   | G1 | 11   | 1.9（1人）     | 01着 | J.マクドナルド | 57.0 | 芝2000m（稍） | 2:01.02  | -0.08    | （Prognosis）          |
| 0000.06.02 | 東京           | 安田記念                 | G1 | 18   | 3.6（1人）     | 01着 | J.マクドナルド | 58.0 | 芝1600m（稍） | 1:32.3   | -0.1     | （ナミュール）         |
| 0000.11.17 | 沙田           | ジョッキークラブC        | G2 | 11   | 1.1（1人）     | 01着 | J.マクドナルド | 58.0 | 芝2000m（良） | 1:59.70  | -0.67    | (Ka Ying Generation)   |
| 0000.12.08 | 沙田           | 香港カップ               | G1 | 11   | 1.1（1人）     | 01着 | J.マクドナルド | 57.0 | 芝2000m（良） | 2:00.51  | -0.23    | (Liberty Island)       |
| 2025.01.24 | メイダン       | ジェベルハッタ           | G1 | 8    | 1.5（1人）     | 01着 | J.マクドナルド | 57.0 | 芝1800m（良） | R1:45.10 | -0.73    | (Poker Face)           |
| 0000.02.22 | KAA            | サウジカップ             | G1 | 14   | 3.1（2人）     | 02着 | J.マクドナルド | 57.0 | ダ1800m (Fs)  | 1:49.14  | 0.05     | Forever Young          |
| 0000.04.05 | メイダン       | ドバイターフ             | G1 | 11   | 1.2（1人）     | 02着 | J.マクドナルド | 57.0 | 芝1800m (Gd)  | 1:45.85  | 0.00     | Soul Rush              |

## 血統表
| ロマンチックウォリアーの血統 | ロマンチックウォリアーの血統    | ロマンチックウォリアーの血統 | （血統表の出典）   | （血統表の出典）  |
| 父系                         | ノーザンダンサー系              | ノーザンダンサー系           | ノーザンダンサー系 | [ § 2 ]           |
| 父 Acclamation 鹿毛 1999     | 父の父Royal Applause 鹿毛 1993  | *ワージブ                    | *トライマイベスト  | *トライマイベスト |
| 父 Acclamation 鹿毛 1999     | 父の父Royal Applause 鹿毛 1993  | *ワージブ                    | Coryana            |                   |
| 父 Acclamation 鹿毛 1999     | 父の父Royal Applause 鹿毛 1993  | Flying Melody                | Auction Ring       | Auction Ring      |
| 父 Acclamation 鹿毛 1999     | 父の父Royal Applause 鹿毛 1993  | Flying Melody                | Whispering Star    |                   |
| 父 Acclamation 鹿毛 1999     | 父の母Princess Athena 鹿毛 1985 | Ahonoora                     | Lorenzaccio        | Lorenzaccio       |
| 父 Acclamation 鹿毛 1999     | 父の母Princess Athena 鹿毛 1985 | Ahonoora                     | Helen Nichols      |                   |
| 父 Acclamation 鹿毛 1999     | 父の母Princess Athena 鹿毛 1985 | Shopping Wise                | *フロリバンダ      | *フロリバンダ     |
| 父 Acclamation 鹿毛 1999     | 父の母Princess Athena 鹿毛 1985 | Shopping Wise                | Sea Melody         |                   |
| 母 Folk Melody 鹿毛 2011     | 母の父Street Cry 黒鹿毛 1998    | Machiavellian                | Mr. Prospector     | Mr. Prospector    |
| 母 Folk Melody 鹿毛 2011     | 母の父Street Cry 黒鹿毛 1998    | Machiavellian                | Coup De Folie      |                   |
| 母 Folk Melody 鹿毛 2011     | 母の父Street Cry 黒鹿毛 1998    | Helen Street                 | Troy               | Troy              |
| 母 Folk Melody 鹿毛 2011     | 母の父Street Cry 黒鹿毛 1998    | Helen Street                 | Waterway           |                   |
| 母 Folk Melody 鹿毛 2011     | 母の母Folk Opera 栗毛 2004      | Singspiel                    | In The Wings       | In The Wings      |
| 母 Folk Melody 鹿毛 2011     | 母の母Folk Opera 栗毛 2004      | Singspiel                    | Glorious Song      |                   |
| 母 Folk Melody 鹿毛 2011     | 母の母Folk Opera 栗毛 2004      | Skiphall                     | Halling            | Halling           |
| 母 Folk Melody 鹿毛 2011     | 母の母Folk Opera 栗毛 2004      | Skiphall                     | Minskip            |                   |
| 母系(F-No.)                  | (FN:10-a)                       | (FN:10-a)                    | (FN:10-a)          | [ § 3 ]           |
| 5代内の近親交配              | Halo 5×5＝6.25％                | Halo 5×5＝6.25％             | Halo 5×5＝6.25％   | [ § 4 ]           |
| 出典                         | 1. 2. 3. 4.                     | 1. 2. 3. 4.                  | 1. 2. 3. 4.        | 1. 2. 3. 4.       |